# Mahara Division
Mahara Division är en division i Sri Lanka.   Den ligger i distriktet Gampaha District och provinsen Västprovinsen, i den sydvästra delen av landet, 20 km öster om huvudstaden Colombo. Antalet invånare är 207 230.